# Поттаг, Макс
Макс Поттаг (нем. Max P. Pottag; 22 июня 1876, Ойло, ныне в составе Форста, Германия — 22 ноября 1970, Индианаполис, США) — немецко-американский валторнист и музыкальный педагог.
С шестилетнего возраста учился играть на скрипке, в 14 лет перешёл на трубу, в 15 на валторну. В возрасте 19 лет поступил в военно-морской оркестр в Вильгельмсхафене и играл в том числе на яхте императора Вильгельма II. В 1899 году он поступил для завершения профессиональной подготовки в Лейпцигскую консерваторию, где учился у Фридриха Гумперта. Окончив курс в 1901 году, недолгое время играл в Гамбургском филармоническом оркестре, но в том же году эмигрировал в США.
Играл в Филадельфийском оркестре (1901—1902), Питтсбургском симфоническом оркестре (1902—1905), Симфоническом оркестре Цинциннати (1905—1907) и наконец в Чикагском симфоническом оркестре (1907—1947). Преподавал на музыкальном отделении Северо-Западного университета (1934—1952).
Поттагу принадлежат многочисленные публикации дидактического назначения. Особое значение имеет составленный им сборник важных оркестровых партий валторны, изданный в 1943-1945 гг. в трёх томах. В 1969 году он был среди соучредителей Международного общества валторнистов.